# 兀剌不花
兀剌不花，又译秃剌不花（Talabuga，？—1291年），金帐汗国第七任可汗，拔都之曾孙、秃罕之孙、忙哥帖木儿、脱脱蒙哥的侄子。
他在1284年出兵匈牙利，1287年出兵波兰，但大部分不成功。1287年，脱脱蒙哥将汗位传给侄子兀剌不花。当时那海逐渐控制了金帐汗国的政权，兀剌不花企图除掉那海，恢复拔都系的权威，但被那海提前知道。1290年，那海请兀剌不花参加一个会晤，在会上那海将兀剌不花逮捕，然后拥立忙哥帖木儿之子脱脱为汗，将兀剌不花处死。1290年，他被那海杀死前，曾经与他出兵cerco地方（可能是吉尔吉斯或切尔克斯人），杀了他们皇后，但因寒冷而撤军。
| 前任： 脱脱蒙哥 | 金帐汗国君主 1287年—1291年 | 繼任： 脱脱 |